# Evangelische Kirche Rodheim

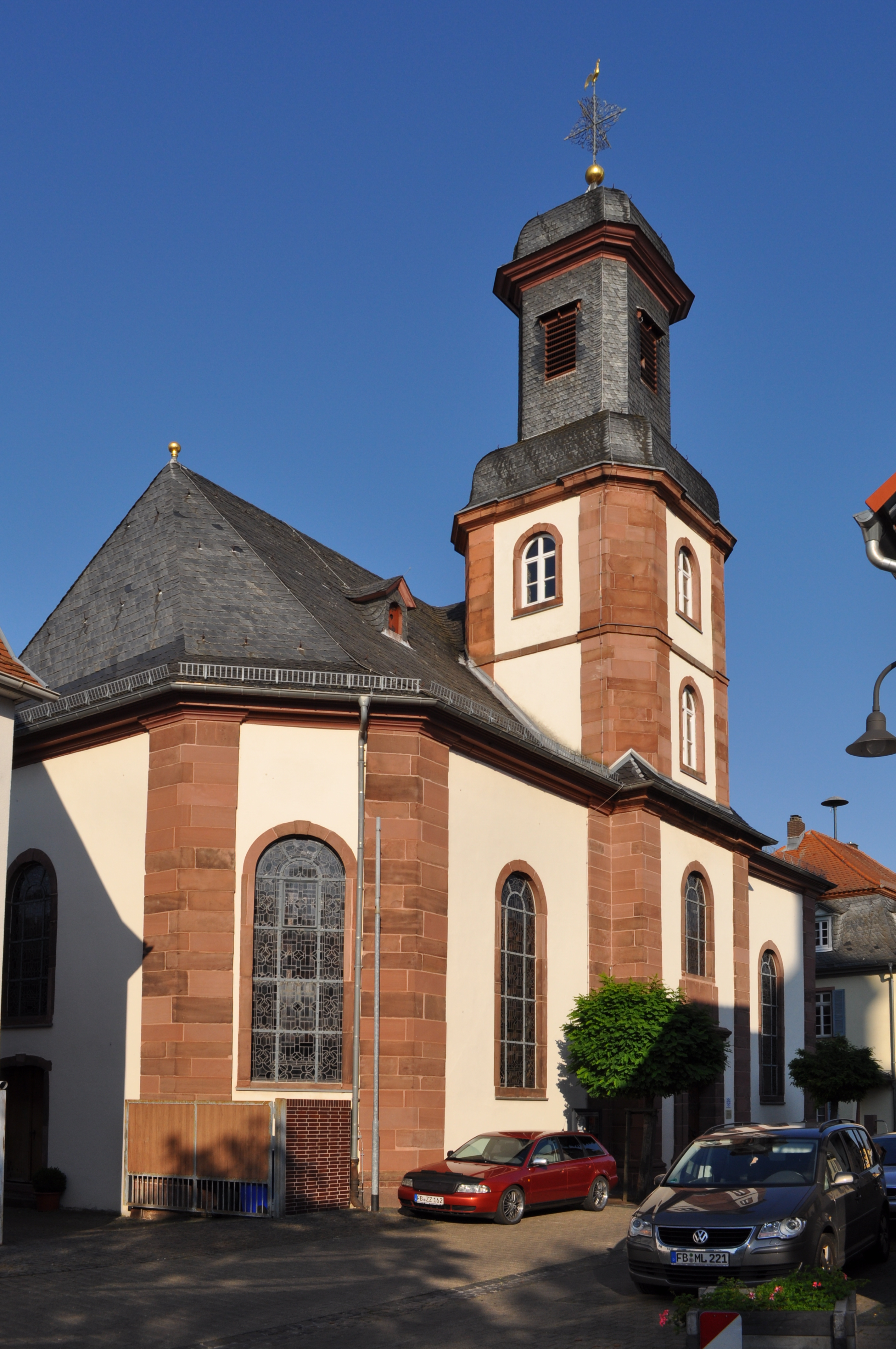
Südwestansicht der Kirche

Die Evangelische Kirche Rodheim ist die ehemalige lutherische Kirche von Rodheim, heute ein Stadtteil von Rosbach vor der Höhe im Wetteraukreis in Hessen.

## Gebäude
Die Kirche ersetzte einen Vorgängerbau von 1676, einen kleinen Fachwerkbau. Sie wurde nach langjährigen Vorüberlegungen und vorbereitenden Arbeiten in den Jahren 1732–1735 für die lutherische Minderheit in dem überwiegend reformierten Ort, der zu der ebenfalls überwiegend reformierten Grafschaft Hanau-Münzenberg gehörte, errichtet. Der Grundstein für die heutige Kirche wurde am 27. April 1732 gelegt. Das Bauvorhaben war von finanziellen Schwierigkeiten überschattet. So war die Kirche zwar 1735 schon fertiggestellt, es fanden sogar schon Gottesdienste darin statt, sie konnte aber – aus Geldmangel – erst zum 2. November 1738 offiziell eingeweiht werden. Nach Fertigstellung der heutigen Kirche wurde der Vorgängerbau abgerissen.
Architekt war der gräfliche Baumeister Christian Ludwig Hermann. Vorbild war die vom selben Architekten errichtete Reinhardskirche im benachbarten Bad Nauheim. Es handelt sich um eine Querkirche, also um einen quergestellten Längsbau mit abgeschrägten Ecken. Der Turm ist in die Mitte der Straßenfront eingestellt. Die Formen waren, obwohl barock, eher schlicht und an französischen Vorbildern orientiert. Ursprünglich hatte die Kirche je einen Zugang von jeder Seite. Über dem Haupteingang findet sich ein glattes Sandsteinfeld. Es hätte das landesherrliche Wappen tragen sollen. Der letzte Graf von Hanau, Johann Reinhard III., verstarb allerdings 1736, die Grafschaft Hanau-Münzenberg fiel an die (reformierte) Landgrafschaft Hessen-Kassel. Ein Wappen wurde nicht mehr angebracht.
In der Nacht vom 13. auf den 14. September 1901 brannte das Gebäude völlig aus. Beim Wiederaufbau 1902/03 konnten die historischen Außenmauern wieder verwendet werden. So wurde am äußeren Erscheinungsbild weitgehend festgehalten, das Innere aber in üppigen Formen des wilhelminischen Neobarock neu ausgestaltet. Die Raumaufteilung und die Anordnung der Ausstattungsstücke wurden beibehalten.

## Kirchengeschichte
Lutheraner gab es in der Grafschaft Hanau-Münzenberg offiziell erst wieder, seit in der reformierten Grafschaft das lutherische Haus Hanau-Lichtenberg 1642 die Regierung angetreten hatte. Damit bestanden innerhalb der Grafschaft zwei voneinander unabhängige protestantische Kirchen.
Nachdem die Hanauer Union 1818 die beiden konfessionsunterschiedlichen evangelischen Gemeinden auch in Rodheim vereinigt hatte, wurde die kleinere lutherische Kirche, weil sie besser zu beheizen war, als Winterkirche genutzt, die größere – ehemals reformierte Kirche – als Sommerkirche. Nach Abbruch der ehemaligen reformierten Kirche in Rodheim 1956 ist die heutige Evangelische Kirche Rodheim alleinige evangelische Kirche am Ort.